# Horațiu Potra
Horațiu Potra (n. ianuarie 1970, Mediaș, Sibiu, România) este un cetățean român și francez implicat în activități militare private, respingând eticheta de „mercenar” și preferând să se autodefinească drept „instructor militar”.

## Biografie

### Viața personală
În 1988, sub regimul comunist, a fost admis la Facultatea de Electrotehnică din Timișoara (Politehnică). A abandonat studiile în 1992 pentru a se înrola în Legiunea străină (Franța).
În timpul Revoluției din decembrie 1989, a participat activ la evenimentele de la Timișoara din prima zi, la manifestația din fața Consiliului Regional (sâmbătă, 16 decembrie 1989), iar pe 17 decembrie a fost prezent la trecerea Giroc din zona blindatelor blocate. În perioada 22-29 decembrie, în orașul natal Mediaș, este prezent la primărie pentru asigurarea pazei și ordinii.
În 1995 a participat la cursul de Protecție Apropiată la școala din Bruxelles, unde a absolvit specializarea.
În 2009 a absolvit Facultatea de Drept Simion Bărnuțiu din Sibiu.
În 2011 a obținut un master în combaterea terorismului și managementul criminalității la Universitatea Simion Bărnuțiu din Sibiu.

### Activitatea militară
Soldat în Legiunea străină a Armatei Franceze din 1992 până în 1997, a devenit la sfârșitul anilor 1990 șef al securității personale pentru emirul Qatarului, Hamad bin Khalifa al-Thani.
În 2002-2003, el a fost instructor în garda prezidențială a președintelui Ange-Félix Patassé în Republica Centrafricană, unde s-a legat de ciadienii Mahamat Garfa și Mahamat Abbo Sileck, Abdoulaye Miskine din Africa Centrală și Jean-Pierre Bemba din Congo. El operează sub pseudonimul „locotenent Henry”. Luat prizonier de oamenii lui François Bozizé, el a reușit să scape și a fost evacuat de armata franceză.
Apoi a fondat o companie de securitate privată, RALF-ROLE (Românii care au Activat în Legiunea Franceză - Roumanie Légion Étrangère) și s-a lansat în comerțul cu diamante între Sierra Leone, Bruxelles, Anvers și Tel Aviv.
În 2009 l-a primit pe rebelul ciadian Mahamat Abbo Sileck într-un cantonament în România.
În 2012-2018 a fost șef al securității la mina Tonkolini a companiei African Minerals Limited, lângă Bumbuna din Sierra Leone.
La începutul anului 2012, el a negociat cu Baba Laddé din Ciad pentru a-i răsturna pe François Bozizé și Idriss Déby.
Pe 4 aprilie 2015, în timp ce conducea securitatea la mina de mangan Tambao din nordul Burkina Faso, angajatul său Iulian Gherguț a fost răpit și dus la nordul Mali, răpire revendicată de grupul Al-Mourabitoune de Mokhtar Belmokhtar. Cei doi bărbați au lucrat în minele miliardarului român Frank Timiș. Iulian Gherguț a fost eliberat în august 2023 și repatriat în România.
La sfârșitul anului 2016 și începutul lui 2017 a format garda prezidențială a președintelui Africii Centrale Faustin-Archange Touadéra.
Din noiembrie 2022 a intervenit în Republica Democratică Congo cu aproximativ o sută de oameni ai săi, români, pentru a proteja orașul Goma și mai ales aeroportul care se confruntă cu ofensiva M23 în regiune.

### Activitatea politică
În 2022 a devenit lider local al Alianței pentru Patrie, un partid naționalist. Potra pledează pentru „o altă politică care vizează românii și care susține tot ceea ce este indigen și tradițional”, se opune și sprijinului pentru Ucraina.
În noiembrie 2024, în calitate de fost candidat al Partidului Patrioților la Primăria Mediaș, a purtat negocieri pentru formarea unei majorități în consiliul local, având ca scop obținerea funcției de viceprimar, dar a eșuat din cauza mediatizării legăturii sale cu Călin Georgescu, rămânând unul dintre cei șapte consilieri locali ai PP. Aceste demersuri au avut loc la scurt timp după ce Bogdan Trif, președintele PSD Sibiu, și-a exprimat public sprijinul pentru el în cadrul alegerilor parlamentare.

### Acuzații
În 2010, a fost acuzat de trafic de canabis și arme, însă ulterior instanțele l-au exonerat. Singura acuzație care a rămas valabilă a fost cea de deținere ilegală de arme.
Pe 8 decembrie 2024, în calitate de lider al mercenarilor care asigură protecția lui Călin Georgescu, a fost reținut în trafic împreună cu alte 20 de persoane, în vehiculele lor fiind descoperite zeci de arme albe, două pistoale și sume considerabile de bani. Surse apropiate anchetei susțin că acesta ar fi plănuit o acțiune de intimidare, având asupra lor liste cu nume de politicieni și jurnaliști.
De asemenea, se pare că acesta și Eugen Sechila, cunoscut pentru afilierile sale neo-legionare și apropiat de Georgescu, s-ar fi întâlnit în decembrie 2024 la o fermă de cai din Ciolpani. În cadrul întâlnirii, ar fi discutat despre posibile acțiuni planificate în București.
Pe 9 decembrie 2024, au fost publicate imagini care documentează o întâlnire între Călin Georgescu, Horațiu Potra și Eugen Sechila. Deși anterior Georgescu afirmase că nu l-a cunoscut personal pe Potra, ulterior a confirmat autenticitatea fotografiilor, declarând însă că nu își amintește de respectiva întrevedere.
La 10 decembrie 2024, au fost făcute publice imagini surprinse de camerele de supraveghere din proximitatea fermei de cai din Ciolpani, care documentează întâlnirea din 7 decembrie între Călin Georgescu, Horațiu Potra și Eugen Sechila.
La 26 februarie 2025 a fost efectuată o percheziție la domiciliul lui Potra, înainte ca acesta să plece din România și să ajungă în Dubai. Procurorii români au cerut arestarea acestuia sub mai multe acuzații, inclusiv deținere ilegală de arme și încercări de a amenința securitatea națională.